# Julien Duriez
Pour les articles homonymes, voir Duriez.
Julien Duriez, né Julien-Joseph Duriez le 8 novembre 1900 à Saint-Usuge et mort le 25 avril 1993 à Chalon-sur-Saône, est un peintre et écrivain français.

## Biographie
Julien Duriez naît le 8 novembre 1900 à Saint-Usuge.
Il travaille dans la campagne bressane et jurassienne en Côte d'Or. Encouragé par René-Jean, il prend contact avec Vlaminck et Van Dongen, puis avec Brayer, Friesz, Lhote, Chagall et Dalí. Il est également écrivain.
Il est nommé Chevalier des arts et des lettres en 1989.
Il meurt le 25 avril 1993 à Chalon-sur-Saône.